# Hilstermühle
Die Hilstermühle ist eine Wassermühle, welche sich in der Verbandsgemeinde Pirmasens-Land im Landkreis Südwestpfalz (Rheinland-Pfalz) befindet und in der jahrhundertelang Getreide gemahlen wurde (Getreidemühle).

## Lage
Die Mühle liegt auf der Gemarkung der Gemeinde Schweix im schmalen Tal der Trualbe zwischen Schweix und Kröppen. Das Einzugsgebiet der Mühle befindet sich im Bereich der Westricher Hochfläche, welche wenige Kilometer östlich in den Mittelgebirgsraum des deutschen und französischen Wasgaus übergeht. Während die Höhen im näheren Umkreis der Mühle landwirtschaftlich genutzt werden und deshalb als Lieferanten für Mahlgut wichtig waren, dominieren Richtung Eppenbrunn und dem lothringischen Roppweiler (franz. Roppeviller) ausgedehnte Wälder das Landschaftsbild.
Die Trualbe entspringt am nordöstlichen Ortsrand von Trulben und verlässt etwa 2 Kilometer westlich der Hilstermühle deutsches Gebiet, um kurz danach die französische Gemeinde Walschbronn (Lothringen) im Naturpark Nordvogesen zu erreichen. Nach weiteren 2 Kilometern mündet die Trualbe bei Waldhausen (franz. Waldhouse) in den Hornbach.

## Name
Der Name rührt von dem ehemaligen herrschaftlichen Hilster Weiher im Trualbtal her. Dieser Weiher wurde von den Grafen von Lemberg angelegt und existiert heute nicht mehr. Neben der herrschaftlichen Fischzucht diente der Weiher als Wasserspeicher, wodurch die Mühle in trockenen Zeiten angetrieben wurde.

## Geschichte

### Wichtige Ereignisse (1583–1917)

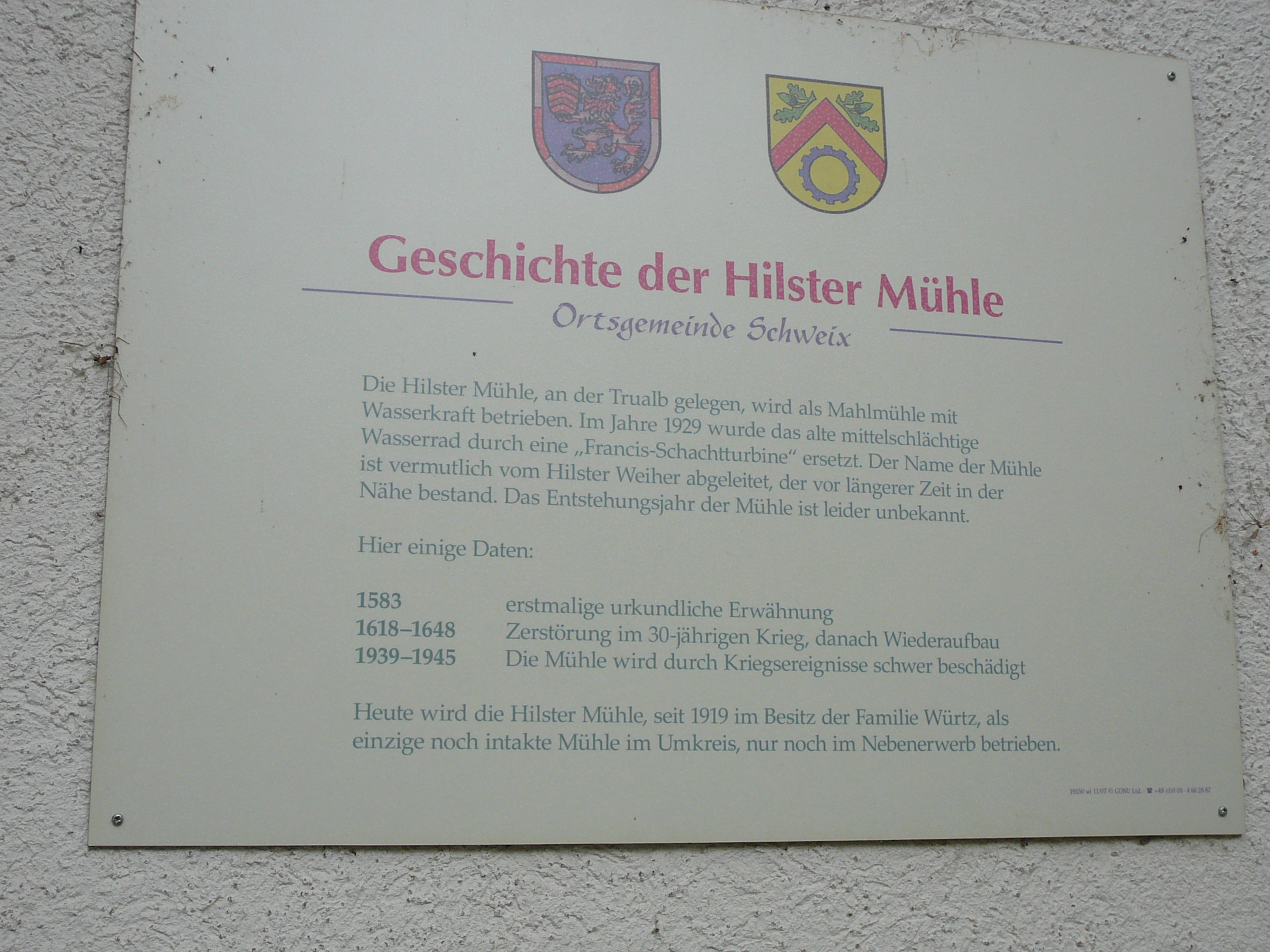
Hilstermühle: Informationstafel

Das eigentliche Gründungsjahr der Mühle ist nicht bekannt. Erstmalige urkundliche Erwähnung fand sie in einer Erbbestandsverleihung aus dem Jahre 1583 an den herrschaftlichen Lehensmüller Sebastian Heins.
Während des Dreißigjährigen Kriegs wurde die Mühle zerstört und deshalb aufgegeben, nach Ende des Krieges folgte ein Wiederaufbau. Nur 19 Jahre später kam es durch einen Brand im Jahre 1667 zur erneuten Zerstörung des Gebäudes, so dass ein weiterer Wiederaufbau, der im Jahre 1680 erfolgte, notwendig war. Hierbei wurden unter anderem Eichenbalken verwendet, welche bis heute erhalten sind. Weitere Veränderungen des Mühlengeländes erfolgten im Jahre 1710 mit dem Bau des 1700 Meter langen Mühlengrabens, der ebenfalls noch erhalten ist.
In der Folge wechselte die Mühle oft den Besitzer; zu erwähnen ist dabei beispielsweise der Müller Peter Esch von der Walshausermühle, der im Jahre 1866 den Betrieb übernahm.
Die Wirren des Ersten Weltkriegs beeinträchtigten den Mühlbetrieb in zunehmendem Maße, was im Jahre 1917 schließlich zur zwangsweisen Schließung der Mühle wegen „Mahlens ohne Mahlscheine“ führte.

### Modernisierung der Mühle (1919–1935)
Nach Ende des Ersten Weltkrieges kaufte Johann Würtz aus Eppenbrunn im Jahre 1919 die Mühle. Bald erwies es sich als notwendig, die Antriebstechnik der Mühle zu modernisieren. Dabei wurde im Jahre 1929 das mittelschlächtige Wasserrad durch eine Francis-Schachtturbine ersetzt, die bis zur Stilllegung der Mühle im Jahre 2009 in Betrieb war. Diese technischen Neuerungen zogen grundlegende Umbaumaßnahmen des gesamten Mühlengebäudes nach sich, die im Jahre 1935 durchgeführt werden konnten.

### Konflikte während des Nationalsozialismus (1939–1944)
Im Zuge der Erweiterung des Truppenübungsplatzes Bitsch wurden am 1. September 1939 neben 18 Gemeinden aus dem Bitscher Land die drei pfälzischen Ortschaften Hilst, Riedelberg und Schweix komplett evakuiert, so dass dort keine Landwirtschaft mehr betrieben werden konnte. Als Folge blieben in der Hilstermühle die Aufträge aus, so dass der Mahlbetrieb zum Erliegen kam. Daraufhin demontierte die Wehrmacht im Jahre 1942 den Maschinenbestand bis auf die Turbine und verkaufte ihn zum Schrottpreis nach Franken. Die Mühle sollte wie die Gemeinden Schweix, Hilst und Riedelberg Teil des Truppenübungsplatzes Bitsch werden. Gegen eine entsprechende Verzichtserklärung legte Johann Würtz Protest beim Ernährungsamt Kaiserslautern ein, worauf die Angelegenheit bis „nach dem Endsieg“ vertagt wurde. Aufgrund dieses Protests ordneten die zuständigen Behörden an, die Hilstermühle 1943 vom Truppenübungsplatz auszugrenzen; damit war es Familie Würtz möglich, in ihr Haus zurückzukehren. Zusätzlich zum Mahlbetrieb übernahm der Müller den Dienst des Schrankenwärters bei Schießbetrieb. Allerdings kam es im Jahre 1944 wegen der vorrückenden amerikanischen Streitkräfte zu einer erneuten Evakuierung.

### Wiederaufbau und erneuter Mahlbetrieb (1945–1960)
Nach 1945 erfolgte ein erneuter Wiederaufbau, welcher in den ersten Nachkriegsjahren mit erheblichen Schwierigkeiten verbunden war. So waren zum Beispiel zur Beschaffung notwendiger Müllereimaschinen Fahrten durch die ganze Pfalz und das Saarland erforderlich. Wie wichtig es in dieser Zeit war, vor Ort geeignete Technik zur Verfügung zu haben, zeigt die Tatsache, dass die Wasserturbine zeitweise als einzige Antriebskraft in den umliegenden Dörfern Verwendung fand. In den Jahren 1949 und 1950 waren diese technischen Vorarbeiten schließlich abgeschlossen, so dass der Mahlbetrieb wieder aufgenommen wurde. Dabei hatte sich die Leistungsfähigkeit der Mühle so verbessert, dass schon im Jahre 1950 200 Tonnen Getreide gemahlen werden konnten.

### Wirtschaftliche Probleme und Schließung (1960–2009)
Im Jahre 1960 errichtete der Salamander-Schuh-Konzern ein Zweigwerk in Trulben. Dies hatte zur Folge, dass viele Kleinbauern aus Trulben und Umgebung ihren Betrieb aufgaben und eine Arbeitsstelle in dieser Fabrik übernahmen. Dadurch brachen der Mühle eine große Zahl von Zulieferern weg, so dass ihr entsprechende Mahlaufträge verloren gingen. Um hier einen Ausgleich zu schaffen, wurden ab diesem Zeitpunkt zusätzlich Futtermittel verkauft und seit dem Jahre 1983 Weizen- und Roggenvollkornmehle hergestellt.
Wegen eines Hangrutsches erwies es sich als notwendig, die Zufahrt der Mühle vom 3. Februar 1994 an für fast drei Jahre zu sperren. Daraus entwickelten sich für Kunden und für die Mühle selbst vor allem in den Wintermonaten erhebliche Fahr- und Transportprobleme, so dass der gesamte Mahlbetrieb stark beeinträchtigt war. Nach dem Tode von Albert Würtz wurde die Mühle im Jahre 2005 von seinem Sohn Hans Würtz zunächst noch als Nebenerwerbsbetrieb geführt, bis die Mühle schließlich am 31. Dezember 2009 ihren Mahlbetrieb endgültig einstellte. Sie war damit die letzte funktionierende Grenzlandkleinmühle, so dass mit ihrer Schließung eine für die Region typische jahrhundertealte Mühlenkultur zu Ende ging.

## Zukünftige Nutzung
Verschiedene Verbandsgemeinden der Region Südwestpfalz haben sich zusammengeschlossen, um im Rahmen der „Integrierten Ländlichen Entwicklung“ (ILE) die zukünftige Entwicklung dieser Region mitzugestalten. Dabei orientiert sich die Arbeit unter anderem an verschiedenen Leitprojekten, von denen sich eines aufgrund der großen Anzahl von Mühlen in der Region mit der „Mühlenkultur und Faszination Wasser“ befasst. In diesem Zusammenhang entstand in der ILE-Projektgruppe „Kulturgut Bauernhof“ die Idee, die Hilstermühle zu einer Museumsmühle umzugestalten. Hierzu soll die historische Mühlenanlage zunächst renoviert und anschließend einer breiteren Öffentlichkeit – zum Beispiel durch Gruppenführungen – zugänglich gemacht werden. In einem Aufruf vom 6. Mai 2011 hat die Projektgruppe auf diese Planungen aufmerksam gemacht und interessierte Bürger um Mitwirkung gebeten.